# Dörferstraße
De Dörferstraße (L8) is een 11,19 kilometer lange Landesstraße (lokale weg) in het district Innsbruck Land en de stad Innsbruck in de Oostenrijkse deelstaat Tirol. De weg is een zijweg van de Tiroler Straße (B171). De straat begint in het Innsbrucker stadsdeel Mühlau, loopt vervolgens door het Innsbrucker stadsdeel Arzl en de zelfstandige gemeenten Rum, Thaur en Absam om bij Hall in Tirol weer op de Tiroler Straße aan te sluiten. De naam Dörferstraße verwijst naar het verband dat de plaatsen langs deze voormalige landweg tussen Hall en Innsbruck kennen, de zogenaamde MARTHA-dorpen (Mühlau, Arzl, Rum, Thaur en Absam).